# Live From London 2006
The Fantômas Melvins Big Band es un DVD en colaboración entre las bandas Fantômas y The Melvins este fue lanzado el 26 de agosto de 2008.

## Descripción
Grabado el 1 de mayo de 2006 en el Kentish town Forum de Londres, este DVD es un documento audiovisual de hasta dónde puede llegar la devastadora maquinaria formada por dos de las bandas más potentes del planeta en un mismo escenario. La banda de Mike Patton, junto a la de Buzz Osborne, suponen la más demencial propuesta de rock abrasivo que hayas podido imaginar interpretando repertorio de ambas formaciones en un acontecimiento único.

## Lista de canciones
1. "Sacrifice" (cover de Flipper aparece en el álbum Gone Fishin')
2. "Page 27" (de Fantômas aparece al álbum Fantômas)
3. "Night Goat" (de Melvins aparece en Houdini)
4. "Page 28" (de Fantômas aparece en Fantômas)
5. "Page 3"  (de Fantômas aparece en Fantômas)
6. "Electric Long Thin Wire"
7. "The Bit" (de Melvins aparece en Stag)
8. "Page 14"  (de Fantômas aparece en Fantômas)
9. "Pigs of the Roman Empire" (aparece en el álbum de Melvins y Lustmord Pigs of the Roman Empire)
10. "The Omen"  (de Fantômas aparece en The Director's Cut)
11. "Hooch" (de Melvins aparece en Houdini)
12. "Mombius Hibachi" (de Melvins aparece en Honky)
13. "Page 23"  (de Fantômas aparece en Fantômas)
14. "Skin Horse" (de Melvins aparece en Stag)
15. "Cape Fear"  (de Fantômas aparece en The Director's Cut)
16. "Let It All Be" (de Melvins aparece en The Bootlicker)
17. "Lowrider" (cover de War aparece en Why Can't We Be Friends?)
18. "04/02/05 Saturday"  (de Fantômas aparece en Suspended Animation)
19. "Page 29"  (de Fantômas aparece en Fantômas)
20. "04/08/05 Friday"  (de Fantômas aparece en Suspended Animation)
21. "Spider Baby"  (de Fantômas aparece en The Director's Cut)

## Extras
- Incluye comentarios en audio de Danny DeVito, Grez Erckman, Robby Fraser y de los Melvins Dale Crover y Buzz Osborne.[2]

## Personal
- Dale Crover - Bateríaa, coros
- Trevor Dunn - Bajo, coros
- Dave Lombardo - Batería
- Buzz Osborne - Guitarra, voz
- Mike Patton - Voz, teclados, electrónica
- David Scott Stone - Guitarra, bajo, cableado eléctrico largo y delgada

- Filmado por Douglas Pledger, Matthew Rozeik y Alex Gunnis
- Edición por Douglas Pledger, sonido por Matthew Rozeik
- Dirigido por Douglas Pledger